# Пам'ятки архітектури національного та місцевого значення у Білій Церкві

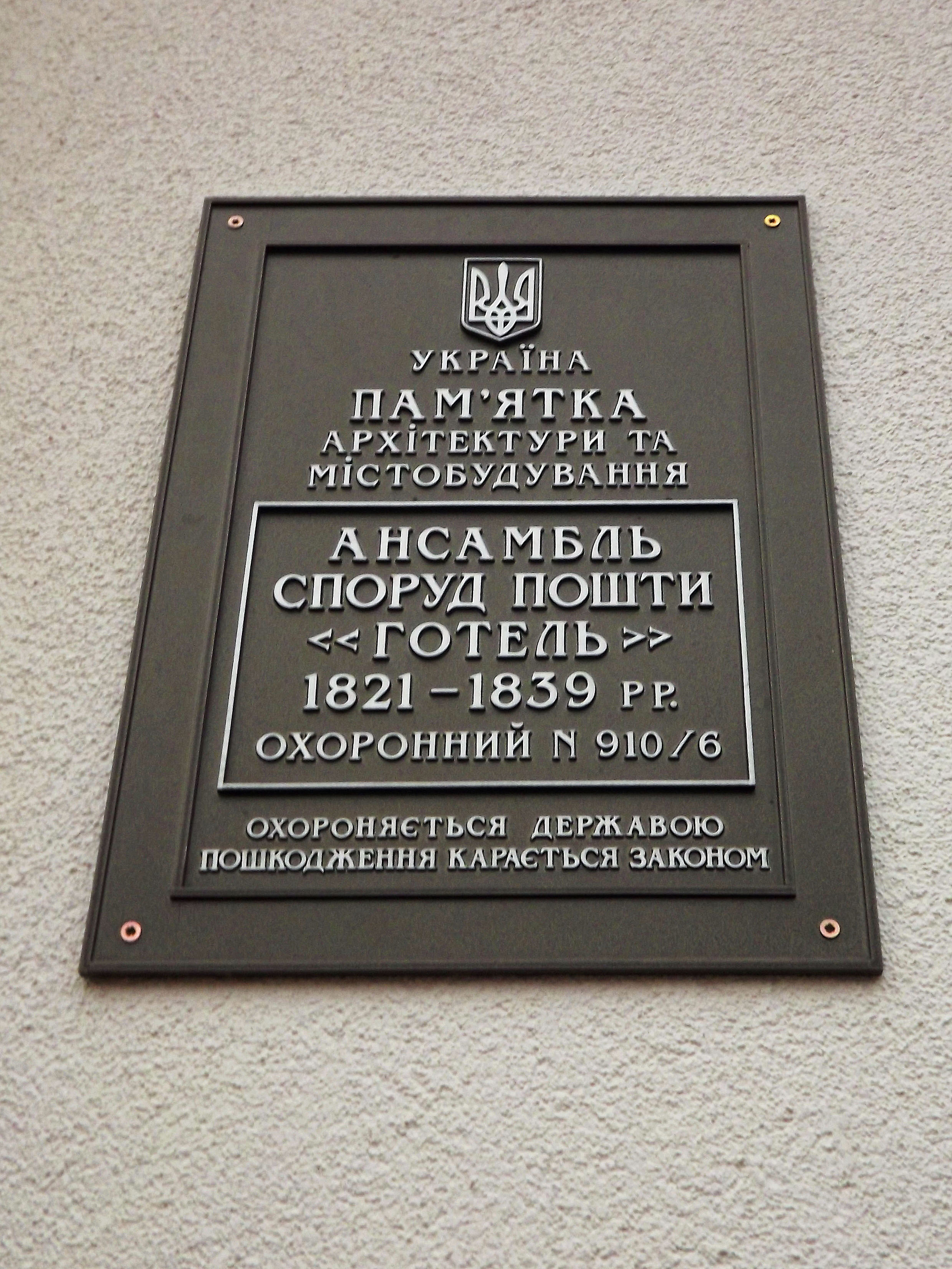
Інформаційний покажчик пам'ятки архітектури нового зразка

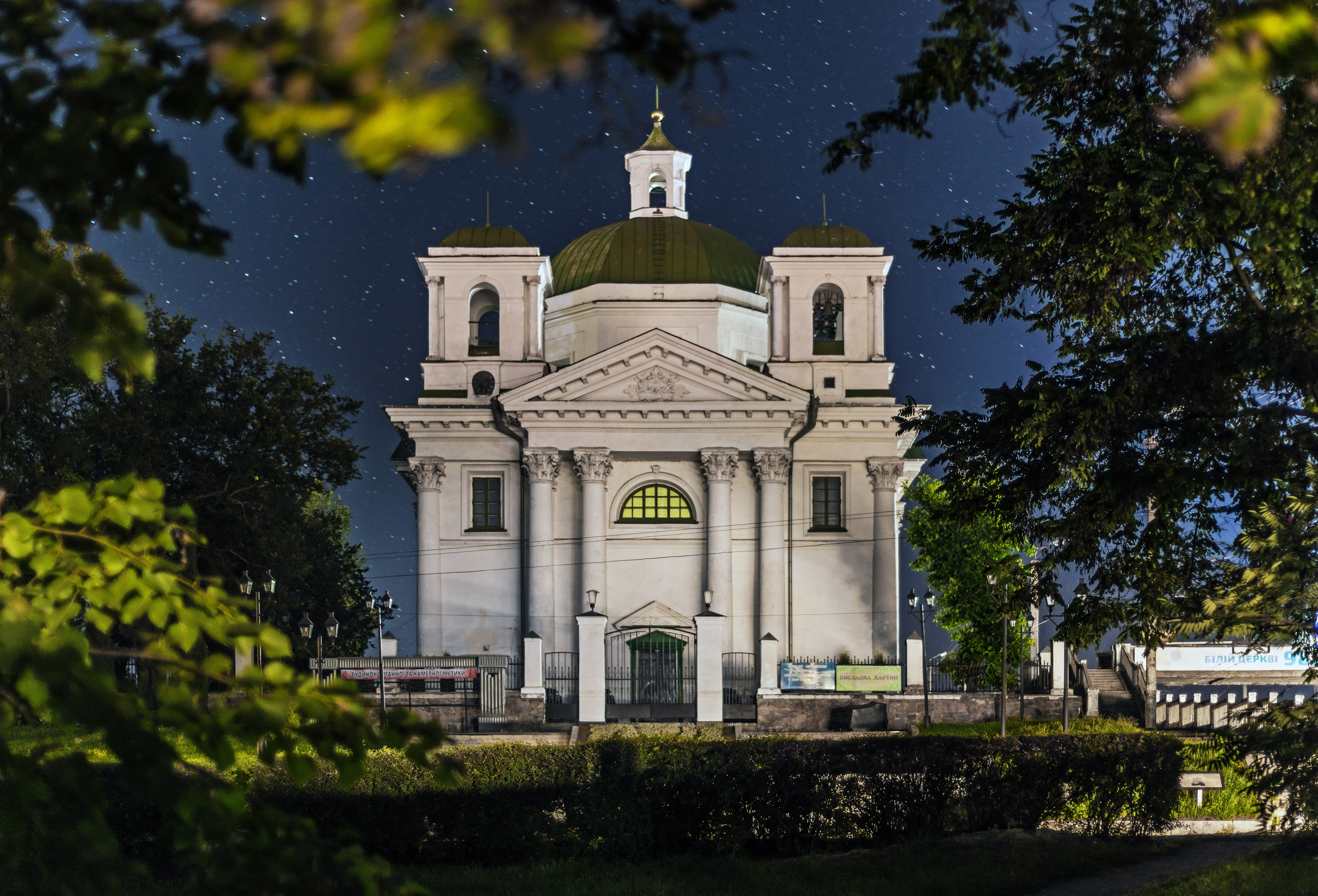
Костел святого Івана Хрестителя

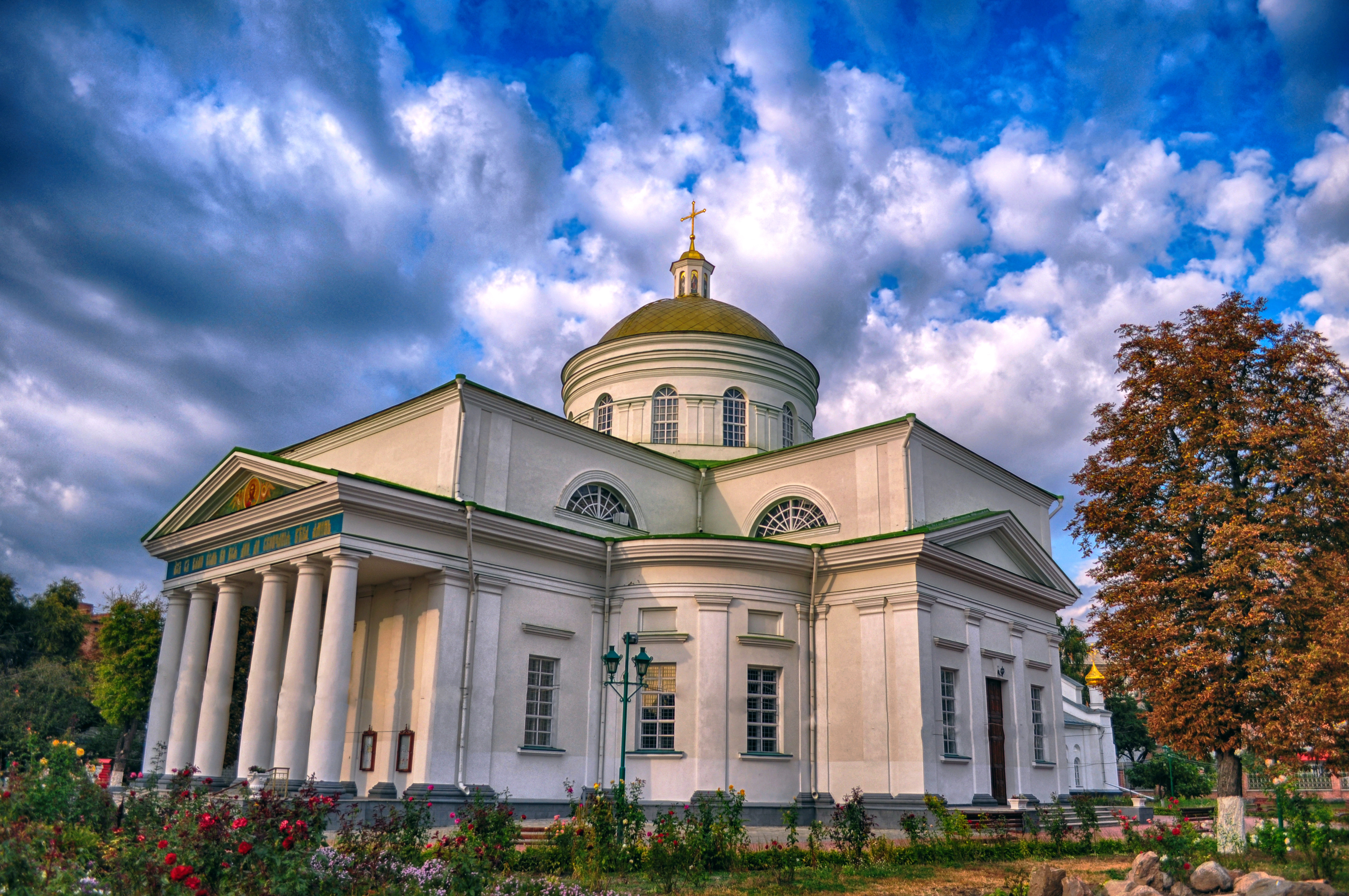
Спасо-Преображенський собор

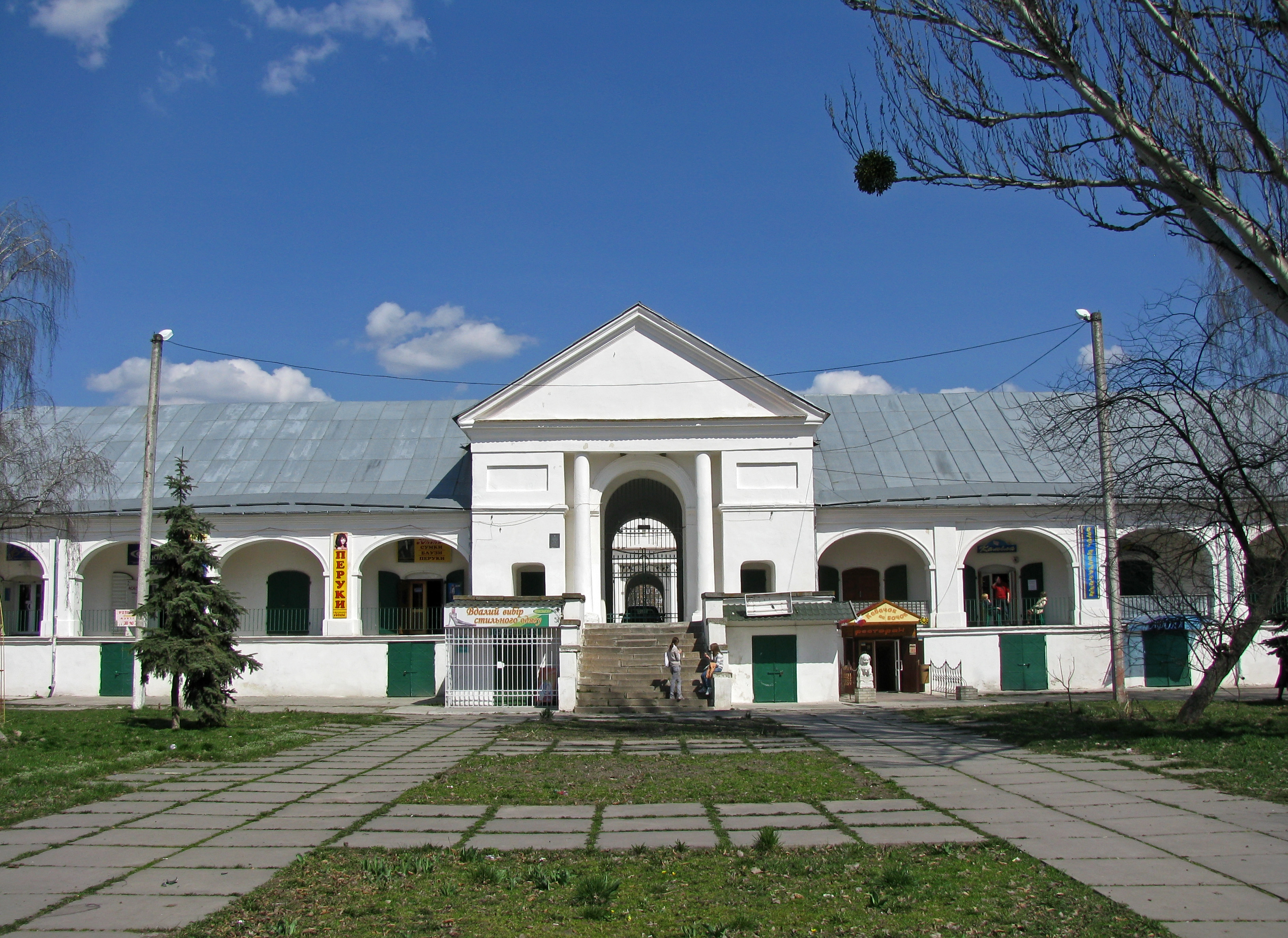
Торгові ряди

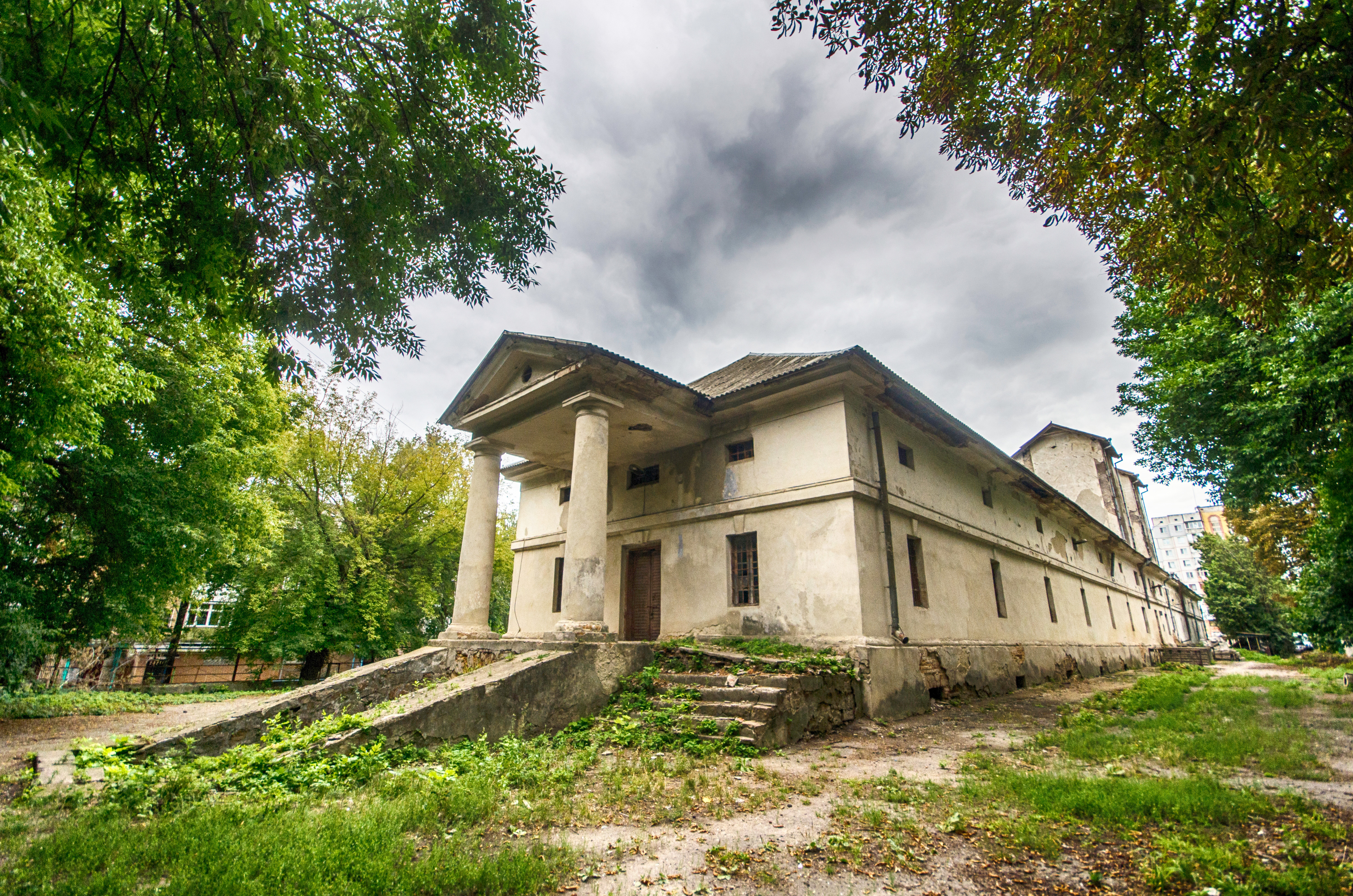
Склади Браницьких

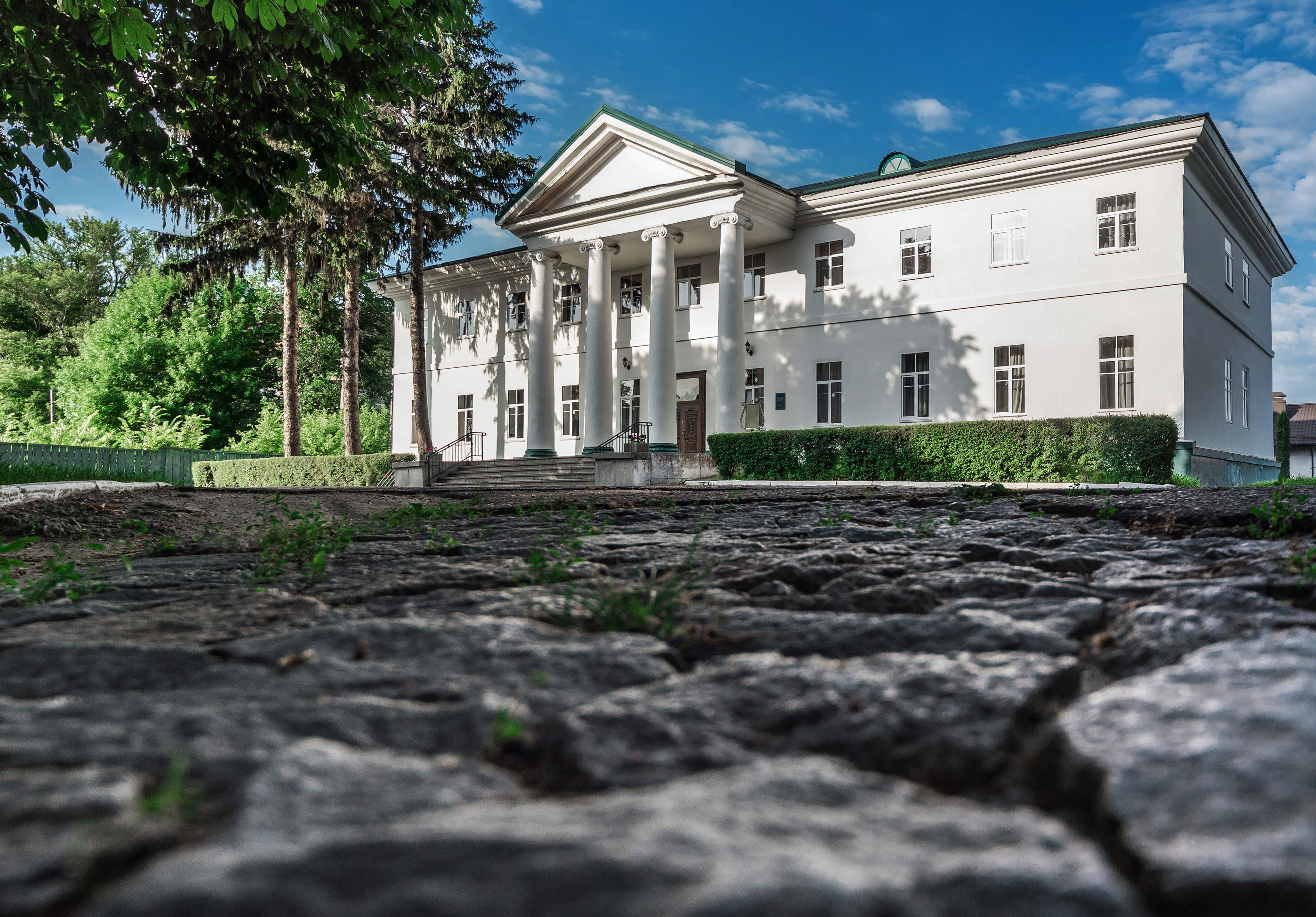
Зимовий палац Браницьких

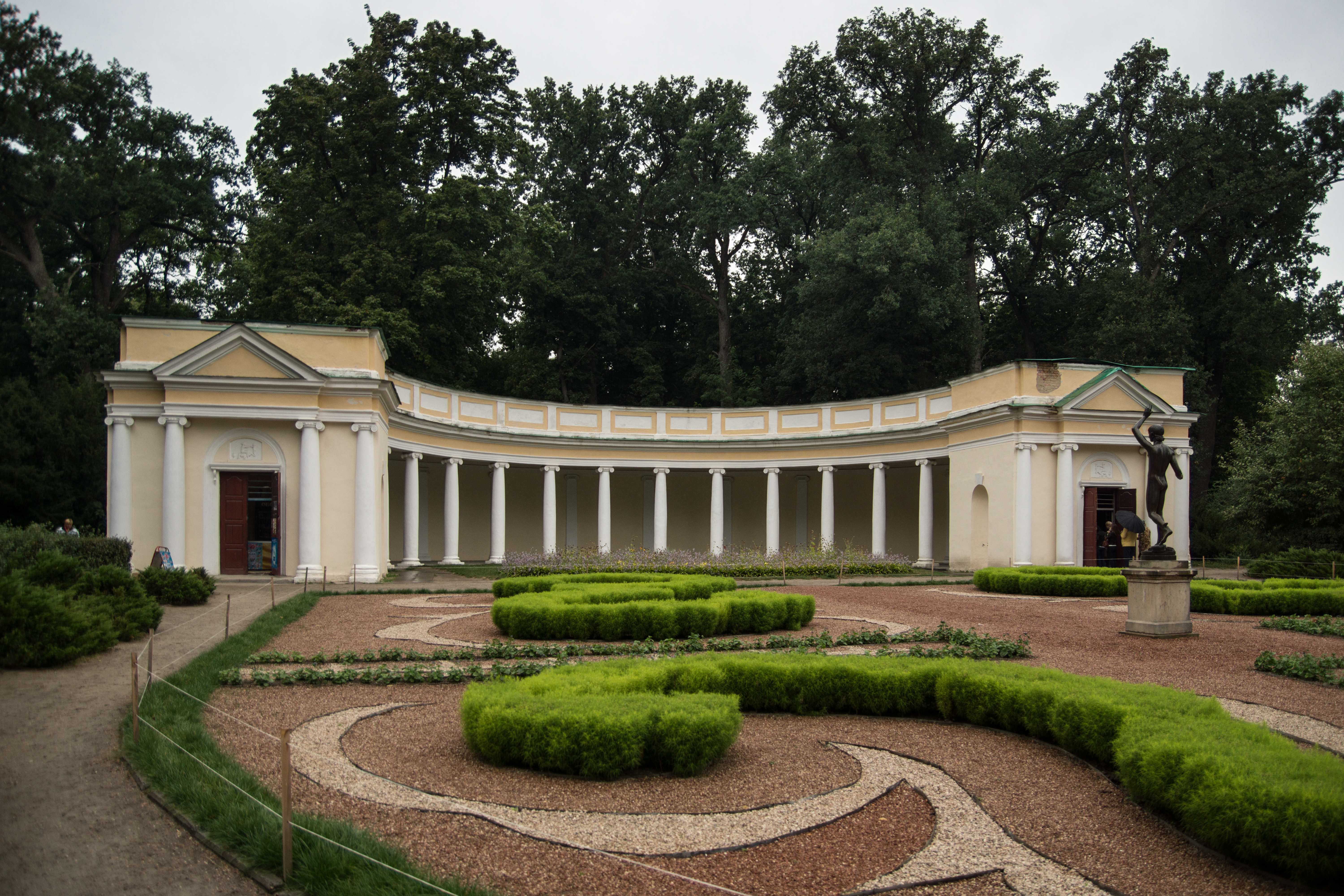
Дендропарк «Олександрія» та паркові споруди

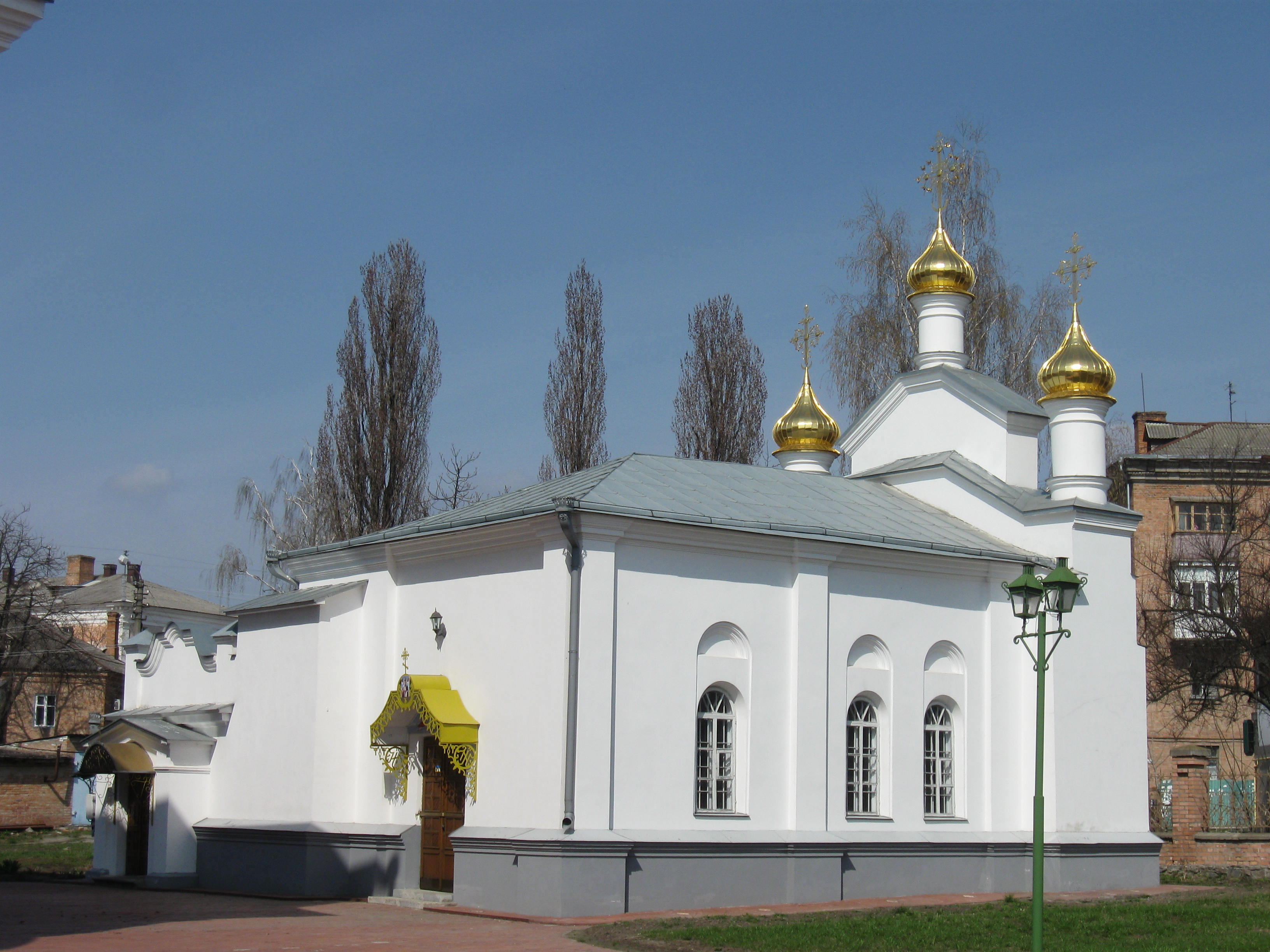
Микільська церква

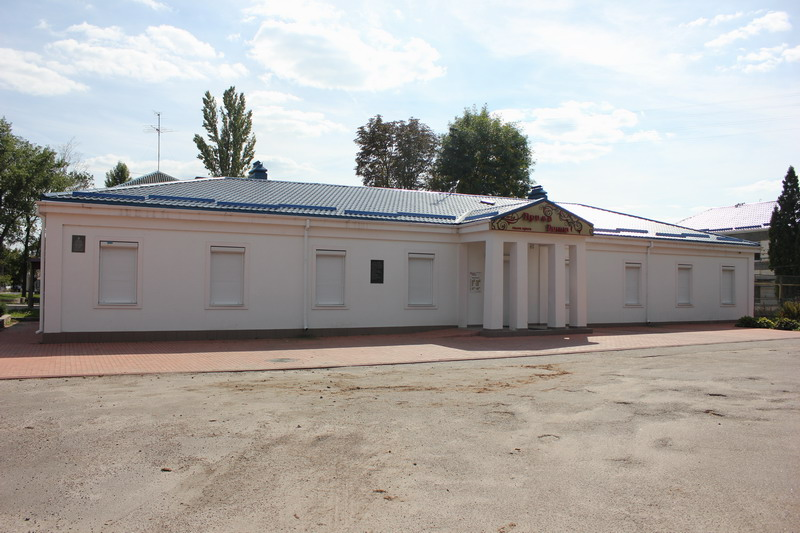
Ансамбль споруд пошти

Нижче поданий перелік пам'яток, що входять до Державного реєстру національного культурного надбання (є пам'ятками архітектури національного значення), а також місцевого, які розташовані в місті Біла Церква. Для його укладання використано дані сайту міста. Пам'ятки архітектури подані в порядку зростання охоронного номера.

## Список

### Національного значення
| Охоронний номер | Назва пам'ятки                              | Короткий опис | Адреса                       |
| --------------- | ------------------------------------------- | ------------- | ---------------------------- |
| 39              | Торгові ряди                                | поч. ХІХ ст.  | Торгова площа, 3             |
| 40              | Склади Браницьких                           | XVIII ст.     | Олександрійський бульвар, 62 |
| 41              | Микільська церква                           | 1702 р.       | Вулиця Гагаріна, 10          |
| 42              | Спасо-Преображенський собор                 | 1839 р.       | Вулиця Гагаріна, 10          |
| 44              | Зимовий палац Браницьких                    | поч. ХІХ ст.  | Олександрійський бульвар, 7  |
| 45              | Дендропарк «Олександрія» та паркові споруди | XVIII-ХІХ ст. | Сквирське шосе               |
| 910             | Ансамбль споруд пошти                       | ХІХ ст.       | Олександрійський бульвар, 47 |
| 911             | Костел святого Івана Хрестителя             | 1812 р.       | Соборна площа, 4             |

### Місцевого значення
| Охоронний номер | Назва пам'ятки                                                   | Короткий опис | Адреса                             |
| --------------- | ---------------------------------------------------------------- | ------------- | ---------------------------------- |
| 8-КВ            | Білоцерківський національний аграрний університет                | 1843 р.       | Соборна площа, 8/1                 |
| 9-КВ            | Житловий будинок                                                 | 1896 р.       | Соборна площа, 8/1                 |
| 10-КВ           | Службовий корпус гімназії                                        | 1890 р.       | Соборна площа, 8/1                 |
| 11-КВ           | Службовий корпус гімназії                                        | 1890 р.       | Соборна площа, 8/1                 |
| 12-КВ           | Білоцерківський національний аграрний університет                | 1931 р.       | Соборна площа, 6                   |
| 13-КВ           | Будинок соціалізму                                               | ХІХ ст.       | Соборна площа, 1/1                 |
| 14-КВ           | Житловий будинок                                                 | ХІХ ст.       | Олександрійський бульвар, 3        |
| 15-КВ           | Будинок Таубіна                                                  | кін. ХІХ ст.  | Олександрійський бульвар, 68/6     |
| 16-КВ           | Будинок (склад-зерносховище)                                     | 1931 р.       | Олександрійський бульвар, 19       |
| 17-КВ           | Водяний млин                                                     | поч. ХІХ ст.  | Олександрійський бульвар, 62а      |
| 18-КВ           | Оранжерея                                                        | кін. ХІХ ст.  | Вулиця Гагаріна, 37                |
| 19-КВ           | Склад №1                                                         | 1913 р.       | Парк імені Тараса Шевченка         |
| 20-КВ           | Склад №2                                                         | 1903–1911 рр. | Привокзальна вулиця, 16            |
| 21-КВ           | Церква святої Марії Магдалини                                    | 1834 р.       | Вулиця Шкільна, 11                 |
| 22-КВ           | Електростанція                                                   | 1843 р.       | Вулиця Шкільна, 11/16              |
| 23-КВ           | Казарма                                                          | 1928 р.       | Вулиця Надрічна, 68                |
| 24-КВ           | Житловий будинок                                                 | ХІХ ст.       | Вулиця Фастівська, 1               |
| 25-КВ           | Житловий будинок                                                 | ХІХ ст.       | Торгова площа, 5                   |
| 26-КВ           | Житловий будинок                                                 | ХІХ ст.       | Торгова площа, 6                   |
| 27-КВ           | Житловий будинок                                                 | ХІХ ст.       | Торгова площа, 10                  |
| 28-КВ           | Житловий будинок (готель)                                        | ХІХ ст.       | Торгова площа, 11                  |
| 29-КВ           | Житловий будинок                                                 | ХІХ ст.       | Торгова площа, 16                  |
| 30-КВ           | Житловий будинок                                                 | ХІХ ст.       | Вулиця Богдана Хмельницького, 1/7  |
| 31-КВ           | Житловий будинок                                                 | ХІХ ст.       | Вулиця Богдана Хмельницького, 2/9  |
| 32-КВ           | Житловий будинок                                                 | ХІХ ст.       | Вулиця Богдана Хмельницького, 3/23 |
| 33-КВ           | Житловий будинок                                                 | ХІХ ст.       | Вулиця Богдана Хмельницького, 13   |
| 34-КВ           | Житловий будинок                                                 | ХІХ ст.       | Вулиця Богдана Хмельницького, 14   |
| 35-КВ           | Житловий будинок                                                 | ХІХ ст.       | Вулиця Героїв Небесної Сотні, 17   |
| 36-КВ           | Житловий будинок                                                 | ХІХ ст.       | Вулиця Героїв Небесної Сотні, 19   |
| 37-КВ           | Житловий будинок                                                 | ХІХ ст.       | Вулиця Героїв Небесної Сотні, 28   |
| 38-КВ           | Єврейська школа (хедер)                                          | ХІХ ст.       | Вулиця Богдана Хмельницького, 42   |
| 39-КВ           | Гуртожиток Білоцерківського національного аграрного університету | ХІХ ст.       | Олександрійський бульвар, 4/27     |
| 40-КВ           | Велика хоральна синагога                                         | ХІХ ст.       | Вулиця Ярослава Мудрого, 25/2      |